# پتک پایین
پتک پایین، روستایی در دهستان برون از بخش اسلامیه شهرستان فردوس.

## جمعیت
بر پایه سرشماری عمومی نفوس و مسکن در سال ۱۳۹۵ جمعیت این روستا کمتر از ۳ خانوار بوده‌است.